# Wysoczanśke
Wysoczanśke (ukr. Височанське) – wieś na Ukrainie, w obwodzie odeskim, w rejonie bołgradzkim, w hromadzie Borodino. W 2001 liczyła 862 mieszkańców, spośród których 810 wskazało jako ojczysty język ukraiński, 22 rosyjski, 23 mołdawski, 3 bułgarski, 2 ormiański, a 2 gagauski.